# Goljufi (sura)
Goljufi (arabsko Al-Mutaffifin) je 83. sura (poglavje) v Koranu, ki jo sestavlja 36 ajatov (verzov). Je meška sura.
Med opravljanjem molitve (salata oz. namaza) pri tej suri verniki opravijo 1 ruku' (priklon).